# Sifan Hassan
Sifan Hassan (Adama, 1 de janeiro de 1993) é uma fundista e meio-fundista etíope naturalizada holandesa. Corredora que disputa provas em distâncias entre os 1500 metros e a maratona, é a recordista mundial feminina de Corrida de 1 Hora , ex-recordista dos 10 000 m e da milha, campeã olímpica dos 5 000 m e 10 000 m nos Jogos Olímpicos de Tóquio 2020 e campeã mundial nos 1500 m e nos 10000 m, a primeira atleta a conquistar títulos olímpicos e mundiais em distâncias tão díspares e na mesma competição.
Em novembro de 2024 na Gala da World Athletics, Sifan Hassan foi eleita como Melhor Atleta de Estrada e, depois disso, como Melhor Atleta Feminina do Ano.

## Carreira
Nasceu na Etiópia e aos quinze anos deixou o país com a família rumo à Europa, sendo acolhida como refugiada na Holanda em 2008. No país ela começou a correr enquanto estudava enfermagem. Hassan obteve a cidadania holandesa em 2013 e começou a competir internacionalmente pelo novo país, ganhando uma medalha de ouro na categoria sub-23 do Campeonato Europeu de Cross Country de 2013 e ajudando a Holanda a ficar em terceiro lugar na competição; no ano seguinte foi campeã europeia dos 1500 metros, em Zurique.
Conquistou uma medalha de bronze nos 1500 m do Campeonato Mundial de Atletismo de 2015, em Pequim, sendo a segunda holandesa a conseguir medalhar em Mundiais, após a velocista e heptatleta Dafne Schippers, campeã mundial dos 200 m rasos naquele evento. No mesmo ano foi campeã europeia de cross-country, segundo os passos de duas antecessoras africanas naturalizadas holandesas, Hilda Kibet e Lorna Kiplagat. Quinta colocada nos 1500 m da Rio 2016, depois de se tornar campeã mundial em pista coberta em Portland no começo do ano, Hassan chegou ao apogeu de sua carreira atlética no ciclo olímpico seguinte.
No Campeonato Mundial de Atletismo de 2017 em Londres, disputou os 1500 m e os 5000 m conquistando uma medalha de bronze no segundo evento, e quebrou o recorde europeu para os 5000 m na etapa de Rabat da Diamond League. No ano seguinte, foi campeã europeia dos 5000 m e recordista europeia da meia-maratona vencendo a prova em Copenhaguen, Dinamarca, com 1:05:15, a então oitava melhor marca do mundo em sua primeira tentativa na distância como atleta adulta. Em julho de 2019, durante a etapa de Mônaco da Diamond League, estabeleceu um novo recorde mundial feminino para a milha – 4:12:33 – quebrando a antiga marca de 23 anos de idade –  4:12.56 – que pertencia à russa  Svetlana Masterkova, campeã olímpica dos 800 m e 1500 m em Atlanta 1996.
Em Doha 2019, Hassan ganhou duas medalhas de ouro em provas diferentes e pela primeira vez vencidas pela mesma atleta numa mesma competição global, os 10000 m e os 1500 m. Na primeira venceu em 30:17.3, apenas a segunda vez em que disputava esta distância. Dias depois, voltou à pista e venceu os 1500 metros em 3:51.95, recorde europeu, recorde dos campeonatos mundiais e sexta melhor marca de todos os tempos para a distância.
Em 6 de junho de 2021 Hassan estabeleceu novo recorde mundial para os 10 000 metros durante o  World Athletics Continental Tour Gold, na etapa holandesa de Hengelo, com a marca de 29:06.8, quebrando em mais de dez segundos o antigo recorde da etíope Almaz Ayana conquistado quase cinco anos antes na Rio 2016. Dois dias depois porém, na mesma pista de Hengelo, Hassan perdeu o recorde para a etíope Letesenbet Gidey, também recordista mundial dos 5 000 metros, que obteve a marca de 29:01.03 nas seletivas etíopes para os Jogos Olímpicos de Tóquio realizadas neste mesmo estádio.

### Tóquio 2020
Em Tóquio 2020, os Jogos disputados em 2021 graças à pandemia de Covid-19, num mesmo dia Hassan foi campeã olímpica dos 5 000 metros à noite, depois de disputar a semifinal dos 1 500 m pela manhã, prova onde levou um tombo na última volta, caindo para a última posição, e mesmo assim se recuperou e venceu a semifinal. Doze horas depois, venceu a final dos 5 000 metros. Ainda conquistou o bronze nos 1500 metros e na última noite do atletismo tornou-se bicampeã olímpica ganhando os 10 000 metros. Em Tóquio, Hassan conquistou duas medalhas de ouro e uma de bronze em distâncias tão distintas quanto os 1500 m e os 10 000m, um total de seis corridas contando semifinais e finais num período de nove dias, e se tornou a segunda atleta na história olímpica a vencer os 5000 m e os 10 000 m nos mesmos Jogos, após a etíope Tirunesh Dibaba.

### Ciclo olímpico

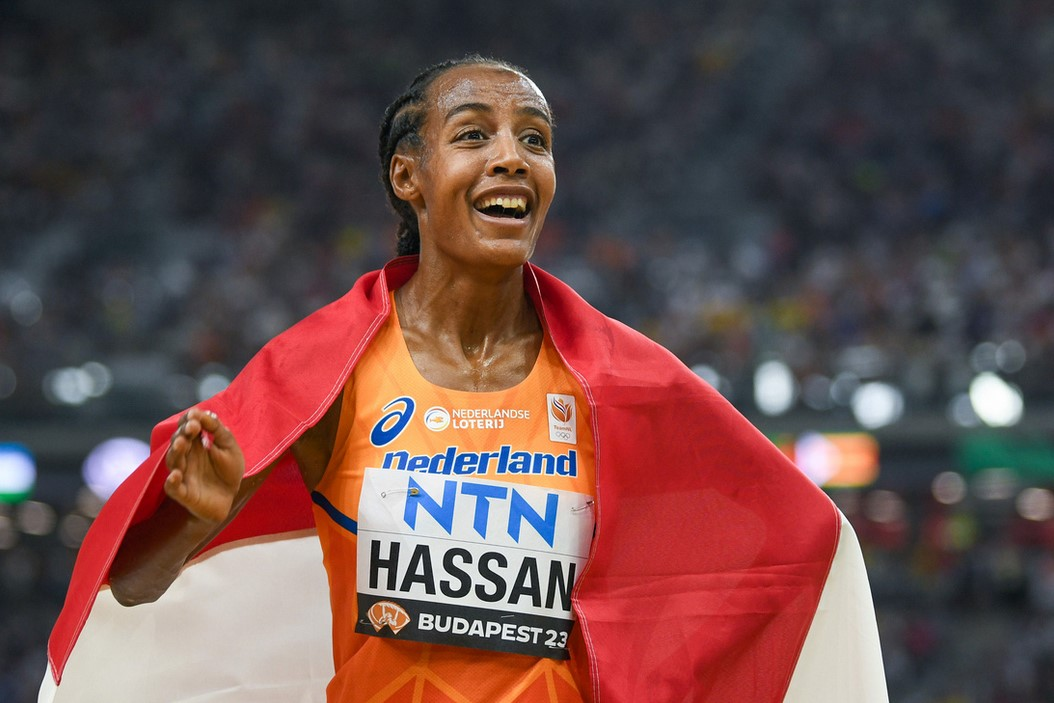
Hassan no Mundial de 2023 em Budapeste.

Depois de uma participação frustrante no Campeonato Mundial de Atletismo de 2022 em Eugene, EUA, em 2023 ela estreou em maratonas. Adepta do islamismo, não pôde participar da Maratona de Roterdã, em seu país, porque esta prova foi realizada durante o Ramadan. Estreou nesta distância na Maratona de Londres, vencendo em 2:18:33 com um sprint nos metros finais, após parar duas vezes para fazer alongamento nas pernas, perder o contato com as líderes e quase ser atropelada por uma motocicleta da direção da prova. Com seu tempo, Hassan quebrou o recorde holandês de 2:22:51, estabelecido por Nienke Brinkman na Maratona de Roterdã em 2022. Por ter alcançado o primeiro lugar entre as mulheres na Maratona de Londres, ela já classificou-se para os Jogos Olímpicos de Paris de 2024.
No Campeonato Mundial de Atletismo de 2023, em Budapeste, ganhou a medalha de bronze nos 1500 metros, depois de perder o ouro dias antes nos 10 000 metros ao sofrer uma queda na linha de chegada quando liderava a prova. Ficou com a medalha de prata nos 5 000 metros.
Em outubro de 2023, seis semanas depois de ter conquistado medalhas no Campeonato Mundial de Atletismo, Hassan participou da Maratona de Chicago e venceu a prova em 2:13:38, o segundo melhor tempo na história para as mulheres.

### Paris 2024
Em Paris 2024, em sua primeira prova disputada, os 5000 m, ficou com a medalha de bronze; quatro dias depois, conquistou outro bronze nos 10 000 metros, colecionando um total de cinco medalhas olímpicas. No último dia dos Jogos ela venceu a maratona, conquistando a medalha de ouro em 2:22:55, novo recorde olímpico, tornando-se o primeiro atleta, homem ou mulher, a ganhar medalhas olímpicas nos 1500 m, 5000 m, 10000 m e na maratona.

### Ciclo olímpico
Sifan voltou às maratonas em abril de 2025, ficando em terceiro lugar na Maratona de Londres, em 2:19:00, prova vencida pela etíope Tigst Assefa, a quem tinha derrotado nos Jogos de Paris 2024.

## Vida pessoal
Hassan mora e treina nos Estados Unidos. Ela é adepta da religião islâmica.